# Alto Río Senguer
Alto Río Senguer (o Alto Río Senguerr) es una localidad del sudoeste de la provincia del Chubut, Argentina, cabecera del Departamento Río Senguer.
Al oeste del centro urbano, el paisaje de los Andes patagónicos se manifiesta mediante la presencia de bosques y montañas nevadas, así como de los lagos Fontana y La Plata, en tanto que hacia el sur se desarrollan extensas llanuras sin árboles denominadas pampas.

## Toponimia
Senguerr es el nombre del río sobre el que se asienta la población. Este nombre, a su vez, proviene del idioma de los tehuelches del sur (aonek'enk); singer o sengel, que significa "paso (vado) de la nidada (huevos)", por lo que en realidad, el río recibió su nombre a partir de un paso natural sobre su lecho, como casi todos los ríos y arroyos de la región suroeste de Chubut. Aunque actualmente el municipio utiliza la palabra Senguer (con una r final), se lo refiere también como Senguerr.

El ejido de la Municipalidad de Alto Río Senguerr comprenderá dentro del Departamento de Río Senguerr; en la Sección. G III, la totalidad de las Fracciones (...)

## Ubicación
Está localizada sobre la margen norte del curso superior del río homónimo, a la vera de la Ruta Nacional N.º 40, que vincula el área cordillerana de norte a sur. Mediante varias rutas provinciales y la Ruta Nacional N.º 26, que se toma en la localidad de Río Mayo siguiendo hacia el sur la citada Ruta N.º 40, se comunica con Comodoro Rivadavia, en la zona costera atlántica.

## Historia
El nombre original del poblado era "Paso Schultz", por el colono de origen alemán que construyó la primera vivienda permanente en el lugar, alrededor de 1915.
El 1 de abril de 1943 se creó la primera comisión de fomento, estableciéndose administrativamente el pueblo. La ciudad fue fundada en ese año, pero desde fines del siglo XIX el valle en el que está localizada resultó atractivo para colonos que se asentaron para el aprovechamiento de sus pasturas en un ambiente precordillerano árido.

## Clima
El clima de Senguer es templado húmedo frío,[cita requerida] con vientos desde el oeste y abundantes lluvias. En verano la temperatura asciende hasta los 30 °C. El invierno es riguroso con importantes heladas y nevadas en los meses de junio, julio y agosto. La  mínimas absoluta  histórica registrada es de -30 °C y  las temperaturas máximas negativas  han llegado a alcanzar hasta los -13 °C.

## Geografía
La zona es rica en vegetación pero pobre en biodiversidad por las exigentes condiciones que prevalecen en la zona. Como resultado la vegetación típica está formada casi exclusivamente por hayas caducifolias donde predominan la Lenga (Nothofagus Pumilio) y el ñire (Nothofagus Antártica).
Fitogeográficamente, la vegetación sobre valles y laderas es básicamente leñosa, excepto en lugares con drenaje insuficiente como los mallines. Donde el bosque es menos denso, el tapiz herbáceo se vuelve compacto con gran cantidad de frutilla cordillerana (Fragaria chiloensis).
Es una característica en algunas especies de la flora andino – patagónica, mostrar un alto grado de exclusividad para vivir en ciertas comunidades o asociaciones vegetales. Las asociaciones más comunes de observar es entre Nothofagus pumilio (lenga) y un denso sotobosque compuesto básicamente de ejemplares de Berberis pearcei (percey), 'Drimys winteri (canelillo), Gaultheria phillreaefolia (chaura) y otras.
Es un bosque denso, maduro, casi completamente inexplorado; potencialmente de los más productivos de la provincia del Chubut.[cita requerida] Como todo bosque no aprovechado presenta una alta tasa de árboles maduros y sobre maduros, que son muy susceptibles a desarrollar enfermedades y pudriciones y afectar a los renovales por la caída de sus ramas o de los árboles mismos. Por el momento, no existe elemento alguno que ponga en peligro la estabilidad del bosque, lo cual seguirá siendo así en la medida que no se efectúen intervenciones irracionales.

## Población
Contó con 1570 habitantes (Indec, 2010), lo que representó un descenso del 8% frente a los 1700 habitantes (Indec, 2001) del censo anterior. La población se compone de  901 varones y 792 mujeres, lo que arroja un índice de  masculinidad del 113.76%. En tanto, las viviendas pasaron de 464 a 805.
Tras el censo de 2022 se conoció una recuperación en el crecimiento de la localidad con 1689 habitantes y unas 886 viviendas.
| Gráfica de evolución demográfica de Alto Río Senguer entre 1991 y 2022 |
|                                                                        |
| Fuente: censos nacionales del INDEC                                    |

## Economía y atractivo turístico
Dirección de Turismo Municipal ubicada al ingreso a la localidad en la intersección de Enrique Beloqui y Av. San Martín Teléfono 02945 - 97098. 

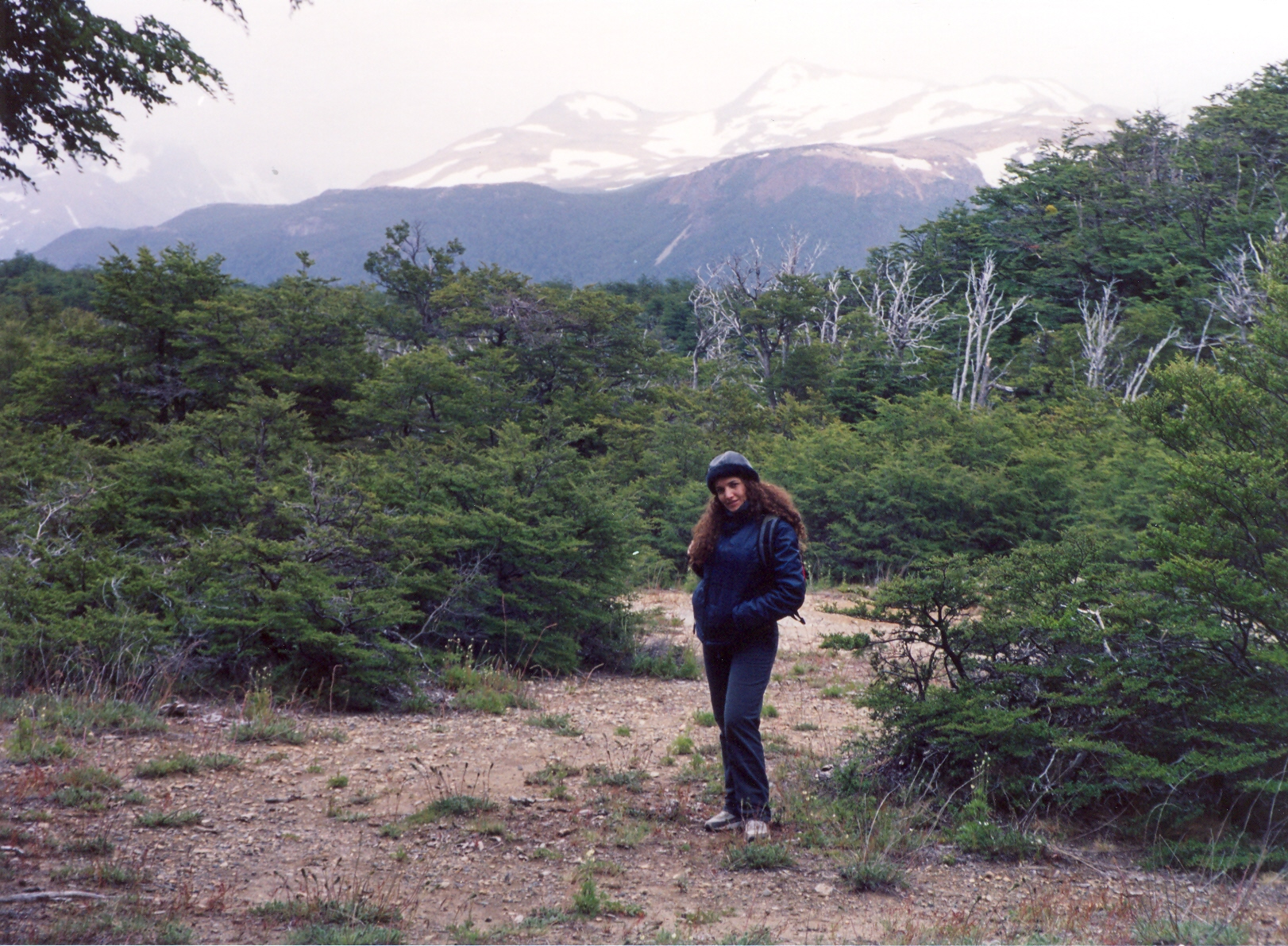
Paisaje de Puerto Brondo a 90 km de Alto Río Senguer.

La principal actividad económica ha sido - históricamente - la ganadería, con numerosos establecimientos en la zona dedicados especialmente a la cría de ovinos, y -en menor medida- bovinos. 
Las perspectivas del turismo regional, nacional e internacional son importantes, encontrándose entre otros atractivos como:
- Pesca: en los cercanos Lagos La Plata y Fontana, junto a los ríos y arroyos del sistema hidrológico, se encuentra una de las mayores poblaciones de truchas de arroyo (Salvelinus fontinalis) del mundo. Se pesca con equipo liviano, modalidad Fly Casting y devolución obligatoria. El peso promedio de los ejemplares obtenidos es de 1,1 kg, muy superior al de áreas de pesca de otros países para esta especie.
- Caza mayor: existen varios cotos privados, donde se cazan ciervo colorado y jabalí europeo.
- Avistaje de aves
- Trekking
- Cabalgatas
- Campamentos

En cuanto a la producción, la ganadería continúa siendo la actividad principal en sus alrededores y también cuenta con aserraderos. El área andina circundante constituye un atractivo para el turismo, que se caracteriza por su estacionalidad; allí es posible practicar la pesca en los lagos, realizar caminatas en la montaña y cabalgatas. La ciudad cuenta con infraestructura de servicios para el alojamiento.

## Medio de Comunicación
Fm Municipal 88.9 MHz.
- www.fmsenguer.com.ar Archivado el 30 de julio de 2020 en Wayback Machine.